# Jean Sainteny
Jean Sainteny o Jean Roger (Le Vésinet, 29 de maig del 1907 - 25 de febrer del 1978), va ser un polític francès i membre de l'Orde de l'Alliberament.

## Biografia
Gendre del president del Consell Albert Sarraut, Jean Sainteny era assessor. Cap del sector Normandia per a la xarxa de la Resistència Alliance sota el pseudònim "Dragon", va ser capturat per la Gestapo. Aconseguí evadir-se i col·laborà en el desembarcament de Normandia. Aportà al general  Patton les informacions que li permeteren envestir París.
El 1946, va ser nomenat comissari de la República per a  Tonkin i Annam del Nord i negocià amb Ho Chi Minh. És d'altra banda a l'origen d'un acord amb el dirigent Viet Minh perquè Indoxina continués sent a la Unió francesa: acord Ho-Sainteny. Aquest acord caducà després del bombardeig d'Hai Phong ordenat per l'Alt-comissari  Thierry d'Argenlieu. A partir d'aquell moment, el seu desig de negociar esdevingué minoritari i el seu paper, secundari. Sorprès en una emboscada, fou ferit. Després dels acords de Ginebra de 1954, tornà a Hanoi com a delegat del govern francès.
Fou comissari general de Turisme de 1959 a 1962. Elegit diputat  UNR-UDT el 1962, entrà al govern de Georges Pompidou en qualitat de ministre dels Antics combatents i Víctimes de guerra i fou titular d'aquesta cartera entre el 28 de novembre de 1962 i el 8 de gener de 1966.
El 1968, fundà l'Institut internacional búdic que donà lloc a la creació de la pagoda del bosc de Vincennes.
De 1968 a 1977 va ser membre del  Consell constitucional.

## Condecoracions
- Gran Oficial de la Legió d'honor
- Company de l'Alliberament - decret del 22 de desembre de 1945
- Creu de Guerra 1939-1945 (4 citacions)
- Creu de Guerra dels Teatres d'Operacions Exteriors
- Medalla de la Resistència amb roseta
- Medalla colonial amb gafet "Extrême-Orient"